# Budilnik

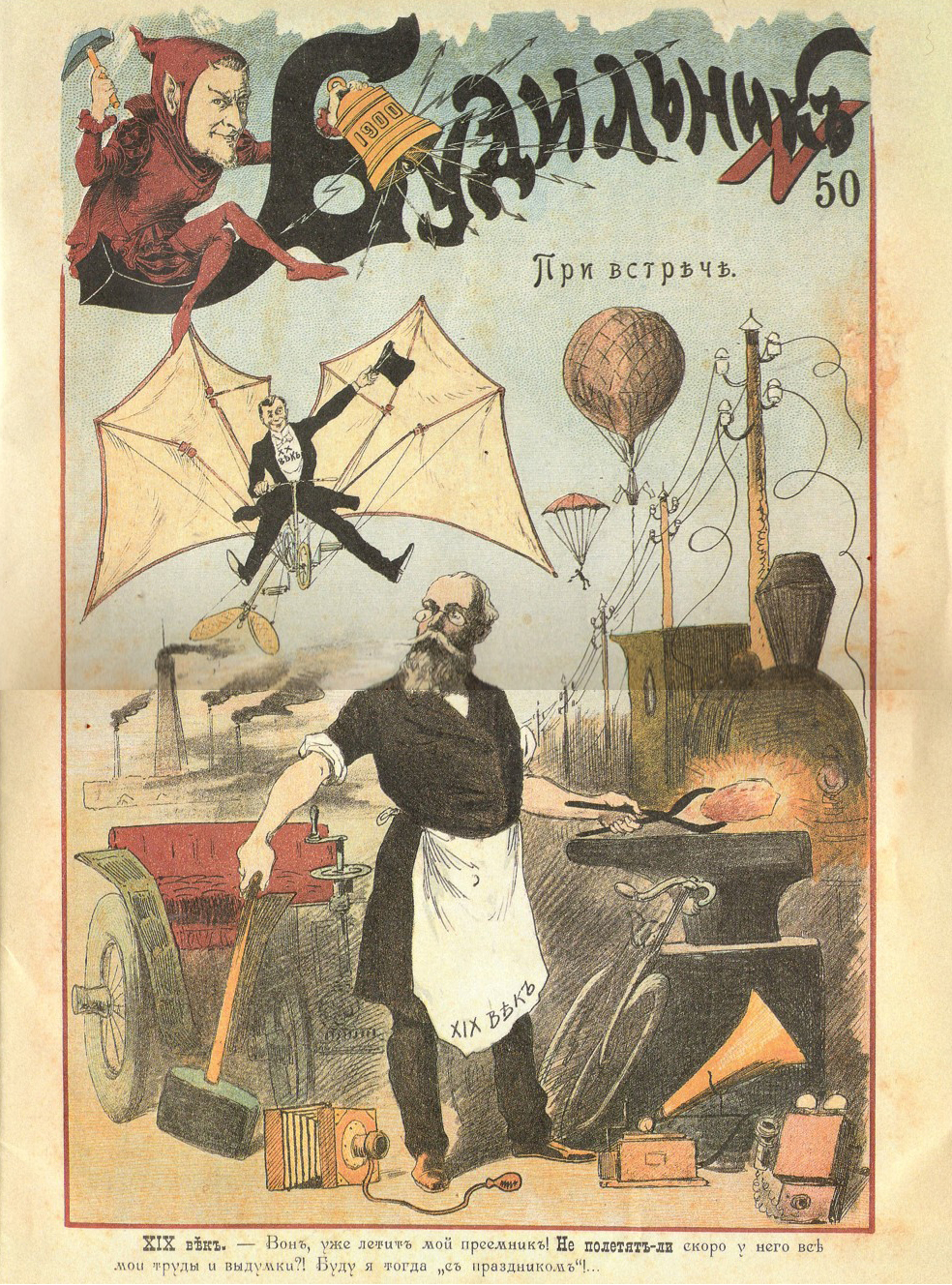
Titelblatt vom Dezember 1899

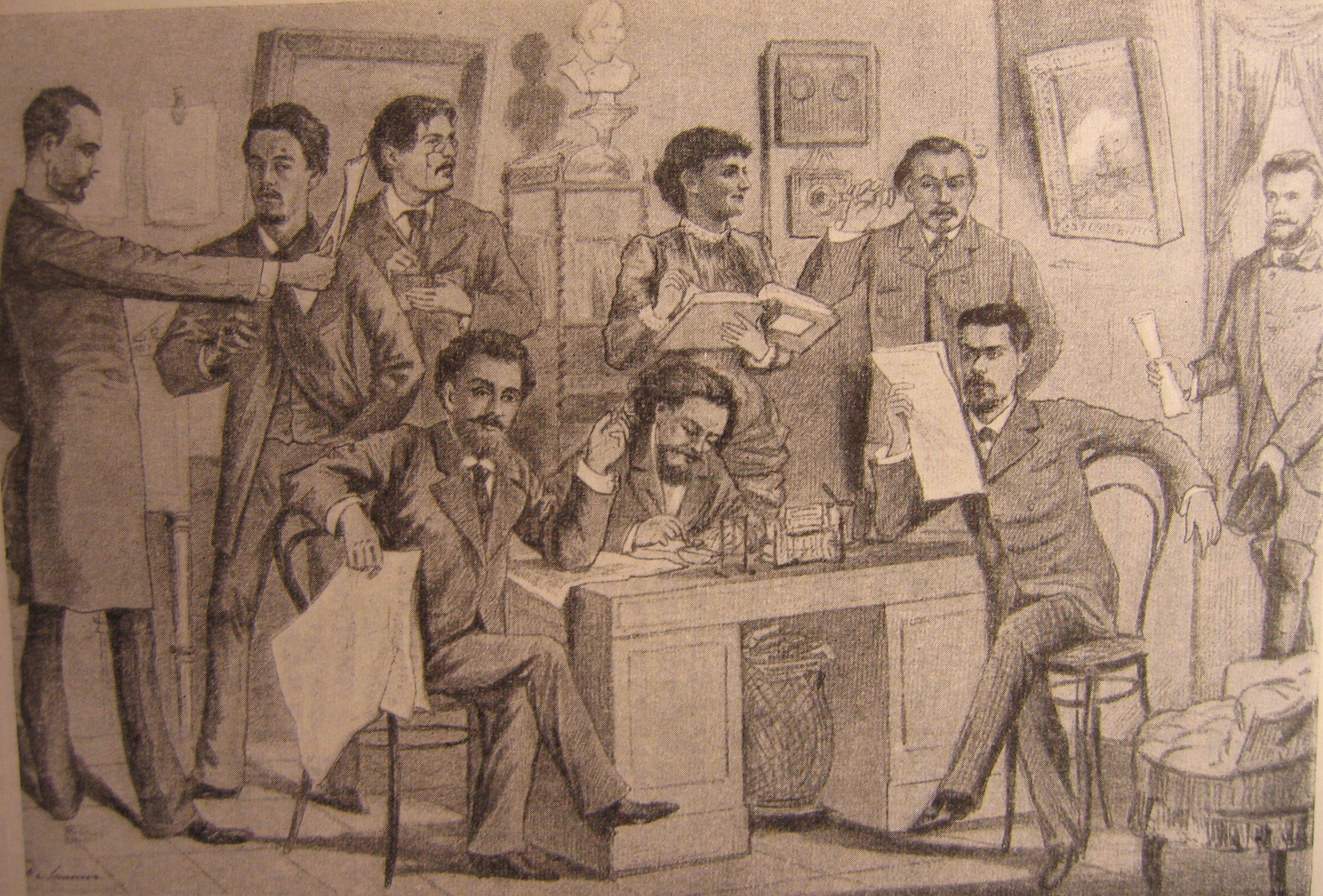
Die Redakteure im Jahr 1885
mit Anton Tschechow, stehend, 2.v.l.

Der Budilnik (russisch Будильник, Der Wecker) war ein satirisches Wochenblatt, das 1865–1871 in Sankt Petersburg und 1873–1917 in Moskau in russischer Sprache erschien.

## Überblick
Bis 1877 leitete der Karikaturist Nikolai Alexandrowitsch Stepanow – ein Demokrat – die Zeitung.
In den 1860er Jahren schrieben für das Blatt unter anderen die satirischen Dichter Dmitri Dmitrijewitsch Minajew und Liodor Iwanowitsch Palmin sowie der Schriftsteller Alexander Iwanowitsch Lewitow. Ab 1864 brachte der Schriftsteller Konstantin Michailowitsch Stanjukowitsch Beiträge aus dem Leben der russischen Seekriegsflotte. 1866–1869 leitete der Literaturhistoriker Pjotr Issajewitsch Weinberg (Vater von Boris Weinberg) die Abteilung Literarische Beiträge.
Anfang der 1880er Jahre schrieb Anton Tschechow unter verschiedenen Pseudonymen – zum Beispiel unter A. Tschechonte oder auch als der Bruder meines Bruders. Ebenfalls in den 1880er Jahren publizierte Alexander Walentinowitsch Amfiteatrow satirische Gedichte. Der Dichter Wladimir Romanowitsch Schtschiglew lieferte humoristische Beiträge.
Bekannte Mitarbeiter waren auch der Journalist Wladimir Giljarowski, der Grafiker D. Moor und der Architekt Fjodor Schechtel.